# Lebesby
Lebesby (en sami septentrional: Davvesiidda y en kven: Lebespyyn) es un municipio en el condado de Finnmark, Noruega. El centro administrativo del municipio es la villa de Kjøllefjord. Otras villas en el municipio son Ifjord, Kunes, Lebesby, y Veidnes.
El municipio abarca la mitad oeste de la península de Nordkinn, además de zonas próximas a Laksefjorden. La mayoría de la población vive en la villa de Kjøllefjord. Este municipio esta principalmente habitado por una mayoría de noruegos étnicos, mientras que las zonas cerca de Laksefjorden son predominantemente habitadas por Sami. La pesca es la principal actividad económica de la población.

## Información general
La parroquia de Lebesby fue transformada en un municipio el 1 de enero de 1838. En 1864, la parte este de Lebesby que rodea el Tanafjorden (población: 1.388) fue separada para formar el nuevo municipio de Tana. Posteriormente Tana fue dividida en Tana, Gamvik, y Berlevåg. Los límites de Lebesby no han sufrido cambios desde ese entonces.

### Nombre
Lebesby puede que sea una forma norueguizada del nombre Leaibbessiida en sami septentrional. La primera parte sería derivada de leaibi que significa "aliso" mientras que la segunda parte es siida que significa "sitio de reunión" (en noruego: by). Otra posibilidad es que Lebesby sea una deformación de la Liðvarðsbýr en nórdico antiguo. Dicho nombre se compone de Liðvarð, el nombre de un hombre, y býr que también significa "punto de reunión" (en noruego: by).

### Escudo
El escudo es de fecha reciente, fue creado en 1988. El escudo se divide en un fondo amarillo sobre negro por dos fortalezas. La idea es que el escudo representa la Finnkirka ("la iglesia Finn"), un acantilado junto al mar en el municipio. La forma del acantilado se asemeja a una iglesia, y antiguamente fue utilizado polos sami como un sitio para sacrificios.

### Iglesias
La iglesia de Noruega tiene dos parroquias (sokn) en la municipalidad de Lebesby. Forma parte del vicariato de Hammerfest en la Diócesis de Nord-Hålogaland.
| Parroquia (Sokn) | Nombre de la iglesia | Ubicación de la iglesia | Año de construcción |
| ---------------- | -------------------- | ----------------------- | ------------------- |
| Kjøllefjord      | Iglesia Kjøllefjord  | Kjøllefjord             | 1951                |
| Lebesby          | Iglesia Lebesby      | Villa de Lebesby        | 1962                |
| Lebesby          | Capilla Kunes        | Kunes                   | 1982                |

## Geografía

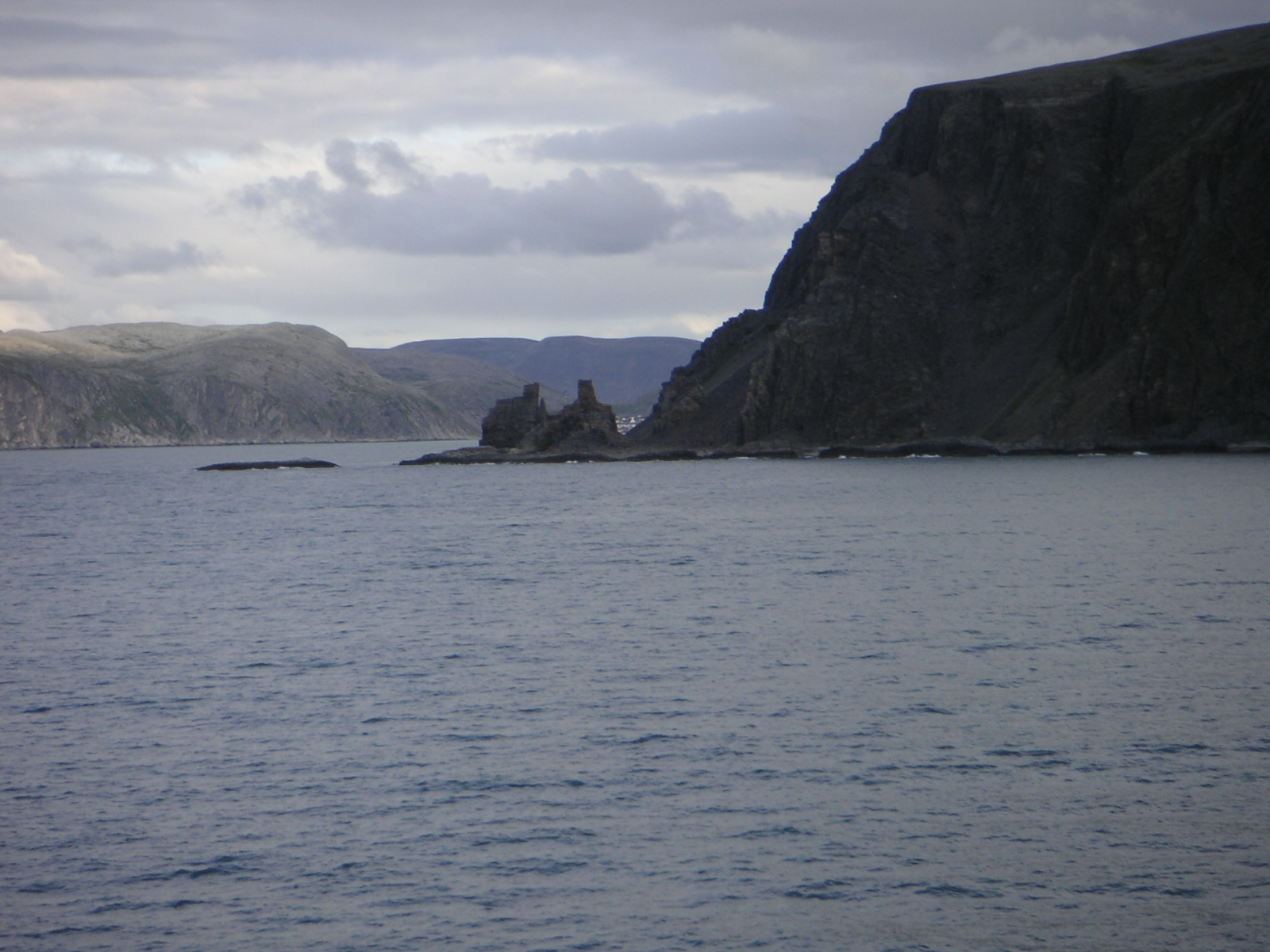
Vista de la formación denominada Finnkirka.

El municipio consiste de zonas cercanas a Laksefjorden, incluida el sector este de la península de Sværholt y la mitad oeste de la península de Nordkinn. En la entrada al Kjøllefjorden en el extremo norte de la península de Nordkinn, se encuentra el espectacular acantilado marino de Finnkirka, cuya denominación se debe a que sus agujas afiladas parecen ser las de una iglesia. Sobre el otro lateral del Oksefjorden en el extremo norte de la península, el cabo Kinnarodden (compartido con el municipio de Gamvik) es el extremo más septentrional de la tierra firme europea. En el territorio del municipio hay varios lagos entre los que se destacan los denominados Kjæsvannet, Store Måsvann, y Suolojávri.

### Aves
En los mismos acantilados marinos mencionados con anterioridad anidan grandes cantidades de aves marinas. En este municipio se encuentra la tercera colonia más populosa de Noruega de aves marinas. Múltiples variedades de especies de aves viven aquí, entre las que se destacan el Fulmar y el Atlantic Puffin que forman parte de un ecosistema sumamente interesante.

### Flora
El bosque de abedules más próximo al polo norte se encuentra en este municipio, cerca de Oksefjorden, a 9 km al este de Kjøllefjord (70°58′N 27°34′E / 70.967, 27.567)